# 田島応親
田島 応親（たじま まさちか、1851年4月18日（嘉永4年4月18日） - 1934年（昭和9年）4月12日）は、幕末の幕臣。蝦夷共和国通訳。日本陸軍軍人。幼名は金太郎。

## 人物・生涯

### 幕臣として
旗本田島鍋吉の長男として江戸に生まれる。合田清は弟。
文久3年（1863年）、13歳で講武所に入所して砲術を学び、「信号用火箭」と言う新種の火薬を発明して実験を行う。慶応2年（1866年）、16歳で横浜仏語伝習所に入所。その後、幕府伝習隊の砲兵隊に所属した。
慶応4年（1868年）、戊辰戦争が勃発すると、仏語伝習所が臨時病院となったため、そこの係員を務めていたが、榎本武揚ら抗戦派と同意し、フランス軍事顧問団との通訳として蝦夷地へ渡った。

### 明治以後
箱館戦争降伏後、兵部省に出仕。近代兵学を知る者として重用される。晩年は史談会にしばしば出席している。
明治3年（1870年）に大坂の兵学寮に出仕。中教授としてフランス軍の教練書の翻訳等を行う。明治7年頃（1874年）に伝令使を務める。乃木希典と同僚だったが、乃木はフランス語ができなかったため事務をやり、フランス教師との交渉は田島が一任されていたと言う。合田はる（治子）と結婚。明治8年に長女・ひでが誕生。明治12年（1879年）2月、参謀本部第1局第6課兼務（測量課）。この頃には少佐。同10月に総務局翻訳課長を兼務。
明治13年（1880年）に初のフランス公使館付フランス駐在武官としてパリへ赴任する。明治17年（1884年）に駐在武官の任を終え日本に帰国。同4月、参謀本部長伝令使を務める。同6月、大坂砲兵工廠御用掛を兼務（明治21年まで砲兵工廠勤務）。同7月、中佐に昇進する。参謀本部長伝令使兼編纂課長（外国、外国軍の情報収集）にあたる。
明治23年（1890年）に休職（理由不明）。この頃、野戦砲兵第六連隊長砲兵大佐。明治26年（1893年）には健康不良を理由に退官する。
翌明治27年（1894年）1月、妻と共にニューカレドニアへ渡り、明治28年（1895年）4月まで滞在する。
明治32年（1899年）、『東京人類學會雜誌』に「佛領新加列土尼島ニ於テ拾收シタル頭骨ニ關スル説明」を発表している。
昭和9年（1934年）死去。享年84。青山霊園に葬られたが、区画整理により1937年、多磨霊園に改葬された。

## 著書・翻訳書
- ブイヤル『兵略戦術実施学 第1編』（田島応親 訳）内外兵事新聞局、1879年。
- 「南洋事情（特ニ ニューカレドニアニ関スル情況）」『東京地學協會報告』第18年第2号、東京地學協會、1896年12月、125-167頁。

## 栄典
- 1884年（明治17年）5月22日 - フランス共和国政府よりのオフィシエ・レジオンドヌール勲章の受領と佩用を允許[5]
- 1884年（明治17年）5月22日 - スペイン国皇帝よりの勲章の受領と佩用を允許[5]
- 1884年（明治17年）5月22日 - ポルトガル国皇帝よりの勲章の受領と佩用を允許[5]
- 1893年（明治26年）4月11日 - 従五位[6]

## 登場する作品
映画「燃えよ剣」（2021年版）
田島金太郎 ：江戸幕府陸軍のフランス軍事顧問 ジュール・ブリュネが土方歳三の回想を聞く際の通訳を務める。